# Paralucilia nigrofacialis
Paralucilia nigrofacialis är en tvåvingeart som först beskrevs av Mello 1972.  Paralucilia nigrofacialis ingår i släktet Paralucilia och familjen spyflugor. Inga underarter finns listade i Catalogue of Life.